# 艾斯米维穆瓦萨克公馆
艾斯米维穆瓦萨克公馆（Hôtel d'Esmivy de Moissac）即维拉尔公馆（Hôtel de Villars）是法国普罗旺斯地区艾克斯的一座历史建筑，位于市中心的米拉波大道4号，即维克多雨果大道（Avenue Victor Hugo）转角。

## 历史
建筑始建于1710年。 1757年，其立面是由法国建筑师乔治·瓦隆（1688-1767）设计，他在艾克斯设计了许多其他建筑物，包括米拉波大道尽头的诗人公馆（Hôtel du Poët）。
该建筑高三层，俯瞰米拉波大道的立面一楼阳台由两根多立克柱支撑。内部有一个带有锻铁栏杆的大楼梯。 天花板上，有石膏天使装饰。
它的最初所有者是是审计法院官员洛伊丝·艾斯米维·穆瓦萨克。 1750年，穆瓦萨克的孙子将其卖给了奥诺雷·阿曼德·德·维拉尔（1702-1770）.。
1993年1月5日，该建筑列为法国历史遗迹。